# Колиска

Колиска підвісна. Гадяцький історико-краєзнавчий музей.

Коли́ска, люлька, діал. колиса́нка — ліжко для малюка, як правило підвісне або опорне. Гойдання дитини в колисці називається «колисанням» («колиханням»), а співана при цьому пісня — колисковою чи колисанкою.

## Загальний опис

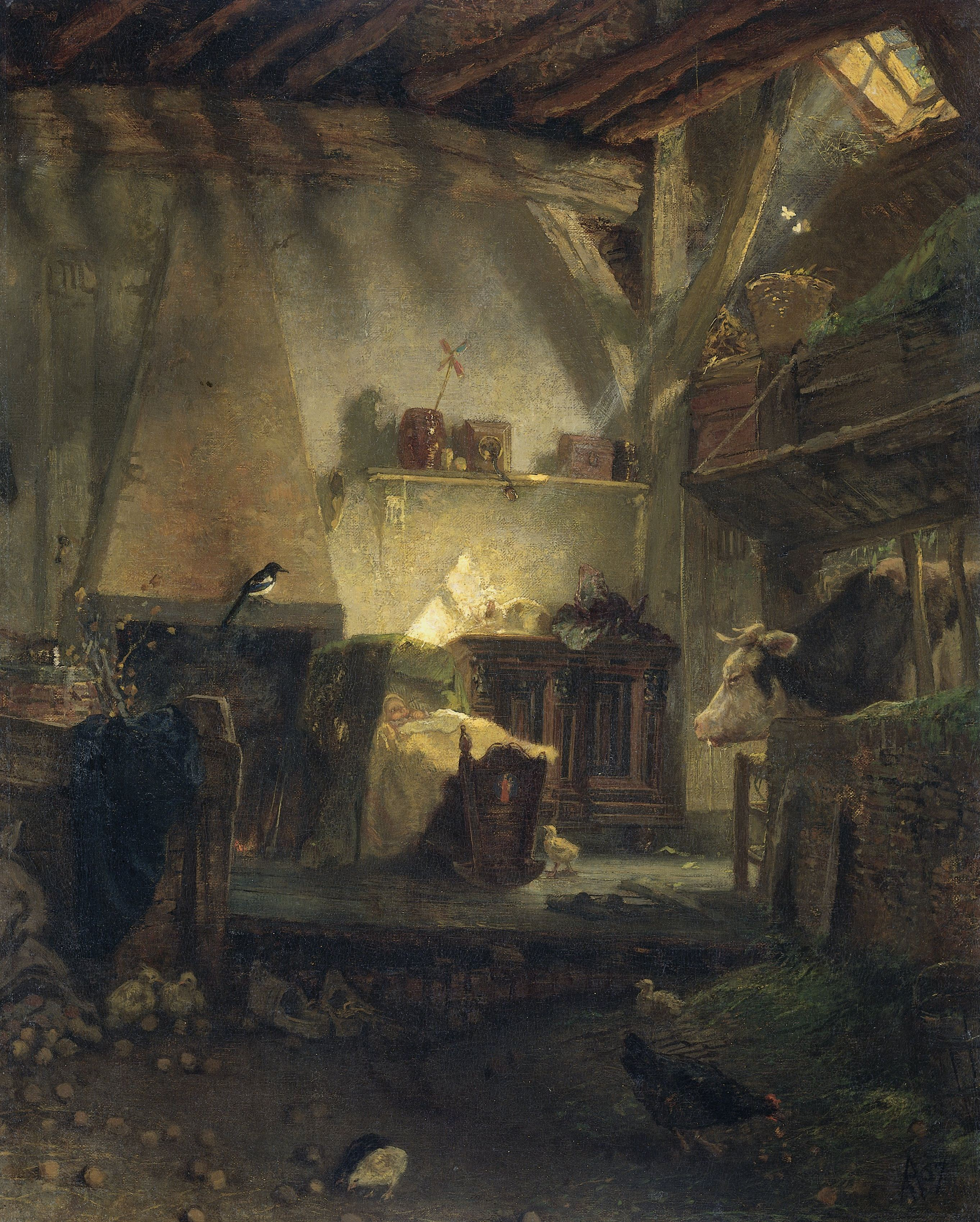
Дитина у колисці на голландській картині 19-го ст.

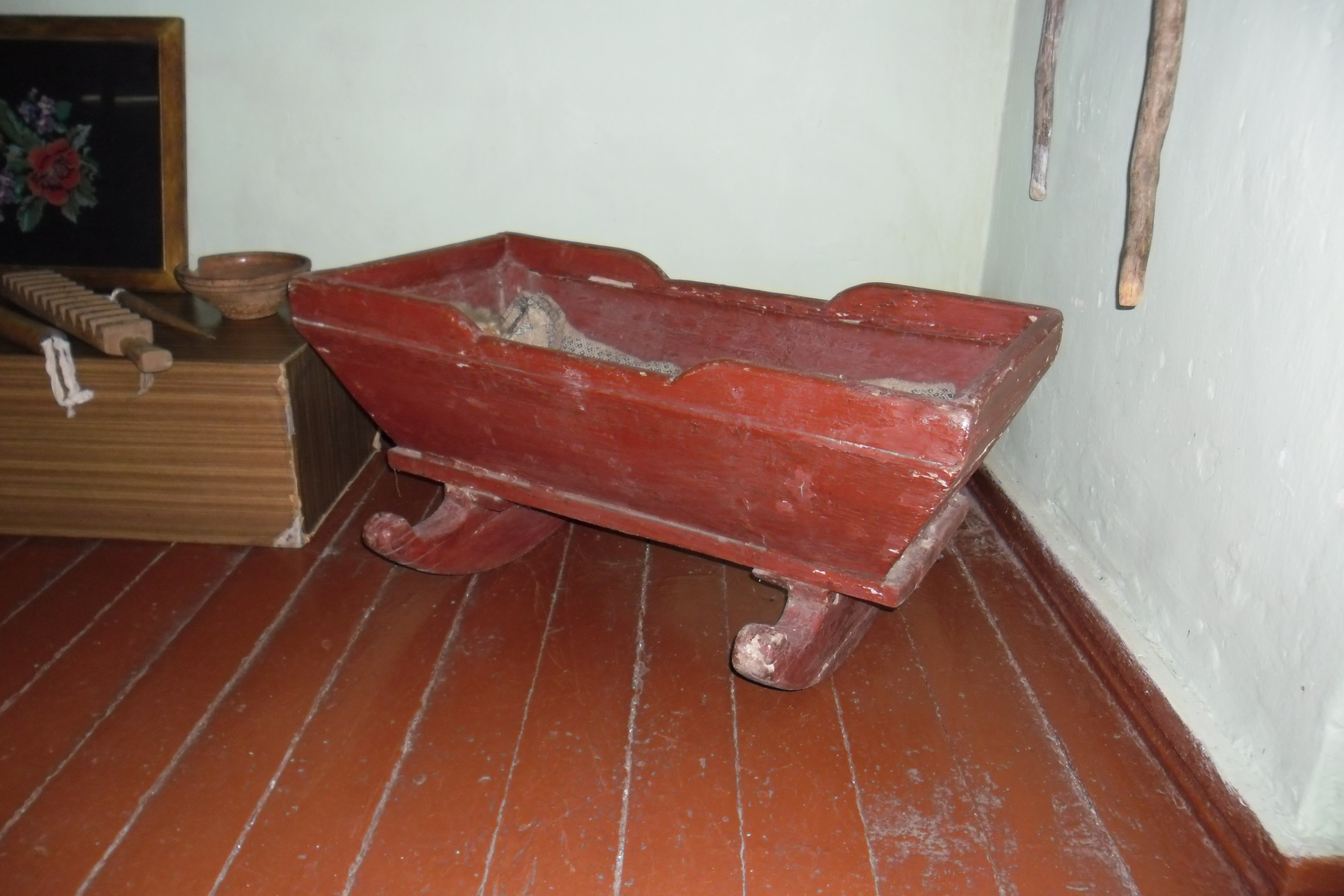
Колиска опорна. Вільнянський краєзнавчий музей. Виготовлена у середині XX ст.

В Україні колиску виготовляють тільки з чистих порід дерева — клен, калина, ясен, горіх, ліщина тощо. Розрізняють колиску опорну і підвісну. Колиску підвішують до стелі або розташовують біля ліжка батьків. У родині — колиска завжди одна (змінюються тільки покоління новонароджених, для яких вона є першим домом). По суті колиска в українських сім'ях сприймалася як один з оберегів дитини.
Традиційна українська колиска мала вигляд коробки. Стінки (рама) називались бильцями. По кутах підвісної колиски прив'язували чотири мотузки (верве́чки, рідко вірве́чки), на яких вона підвішувалася до гака чи кільця, укріпленого на сволоку. До бильця прив'язували ще один мотузок — почіпку, петельку на вільному кінці якого мати надівала собі на ногу.

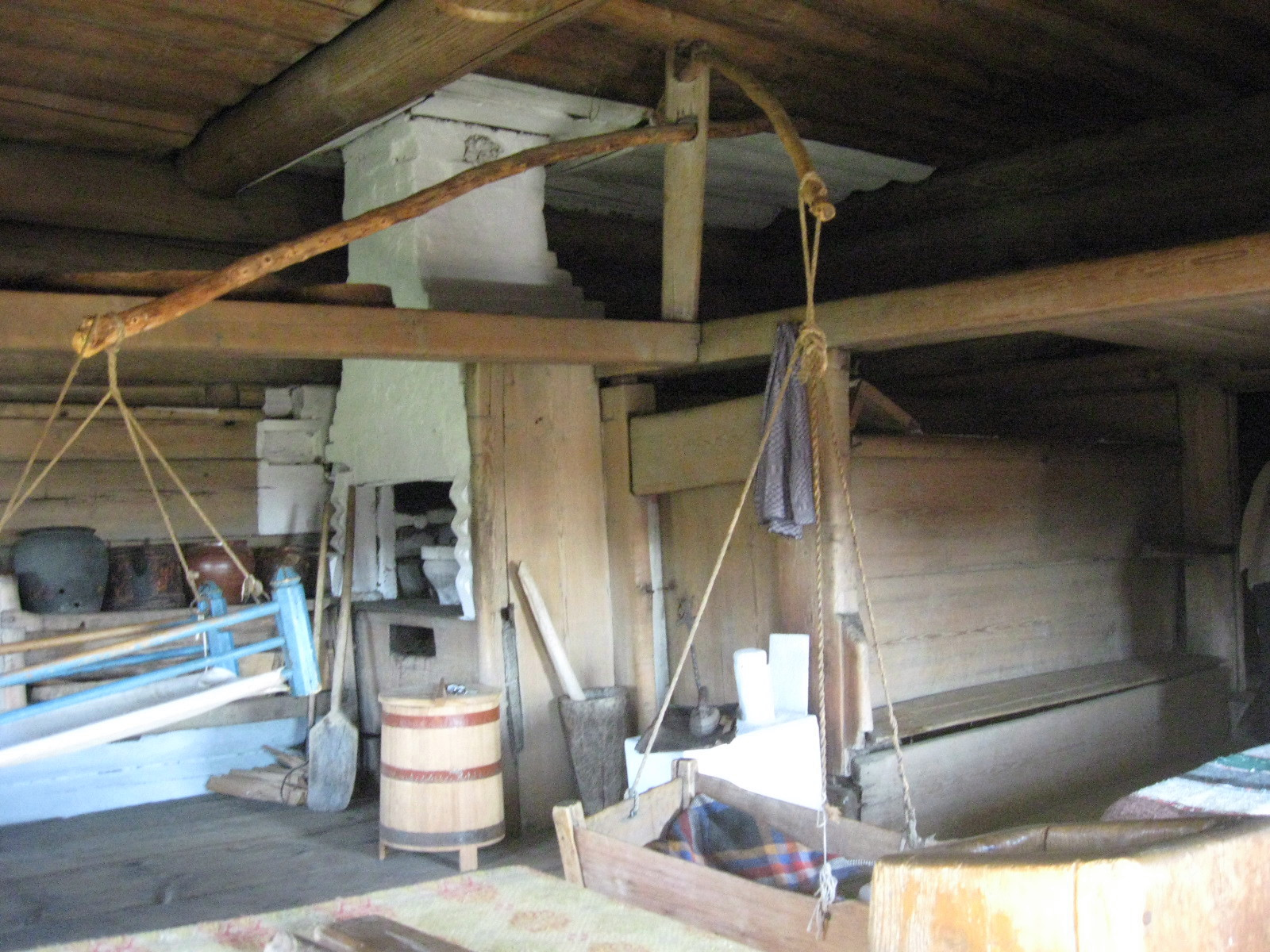
Колиски на очепах у російській хаті

Дещо інакше були влаштовані російські колиски. Для підвішування їх використовували довгу жердину, яка в російській мові називалася оцеп чи очеп (спор. з укр. очепа — «багор»). Колиска прив'язувалася мотузками до одного кінця жердини, яка проходила через кільце-вертлюг, закріплене на сволоку. Повертаючи очеп, мати переміщала колиску з немовлям у різні частини хати, залежно від того, де було місце її хатньої роботи — біля прядки, пічки та ін. Колиска такої конструкції була споряджена підніжкою для колисання ногою.

## Обрядовість
З колискою пов'язані багато народно-обрядових дій: насамперед, туди кладуть нагрудний хрестик дитини, який вона отримала при хрещенні; обрядові речі — освячене зілля, лозу, часник тощо.
Забороняється колисати порожню колиску, щоб не накликати біди на дитину, а також не можна було гойдати її удвох, бо це могло спричинити сварку у сім'ї. Дорослим не можна в колиску сідати, повертатись до неї спиною чи залишати у дворі після заходу Сонця тощо — бо все це послаблювало оберегову силу колиски.
Колекція дитячих колисок і люльок XIX-ХХ ст. експонується в Історико-культурному комплексі «Замок Радомисль».
У слов'янській традиції — перша земна оселя людини, об'єкт та місце магічних оберегів, спрямованих на захист життя та здоров'я дитини; у своєму символічному значенні співвідноситься з материнською утробою, житловим будинком та труною.[джерело?]

## У народів Середньої Азії

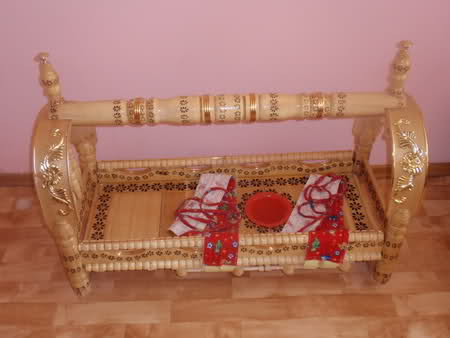
Казахський бешик

Традиційна колиска народів Середньої Азії (азерб. beşik, каз. бесік, узб. beshik, тадж. гаҳвора) має конструкцію, максимально пристосовану для кочового побуту. Це вузька тісна скринька, споряджена зверху поздовжньою ручкою. У дні пророблено отвір для стоку сечі і фекалій, у ньому розміщується горщик. Незважаючи на зручність бешика для догляду за немовлям, сучасні медики виступають проти його використовування, оскільки стісненість і брак руху негативно позначаються на розвитку дитини.

## Інше
- На початку XX ст. «колискою» могли називати й гойдалку: «Хочете… гуляти, ідіть до колиски, та тілько сами не колишіться»[14]
- У переносному значенні «колиска» — «місце зародження», «прабатьківщина».
- Берсо — садово-паркова споруда, назва якої походить від фр. berceau, досл. «колиска».